# Gelis kiesenwetteri
Gelis kiesenwetteri är en stekelart som först beskrevs av Forster 1850.  Gelis kiesenwetteri ingår i släktet Gelis och familjen brokparasitsteklar. Arten är reproducerande i Sverige. Inga underarter finns listade i Catalogue of Life.